# Harry Lindberg
Harry Emanuel Lindberg, född  1 augusti 1908, död 29 juni 1960 i Sofia församling i Stockholm, var en svensk filmfotograf.

## Filmfoto i urval
- 1945 – Skådetennis
- 1952 – Under svällande segel
- 1952 – Flottare med färg
- 1952 – Åsa-Nisse på nya äventyr
- 1953 – Åsa-Nisse på semester
- 1956 – Suss gott
- 1958 – Åsa-Nisse i kronans kläder
- 1959 – Frasse och jag
- 1959 – Åsa-Nisse jubilerar

## Regi
- 1946 – Strömmingsfiskare i samverkan
- 1946 – Ostkustfiskare